# Saint-Escobille
Saint-Escobille är en kommun i departementet Essonne i regionen Île-de-France i norra Frankrike. Kommunen ligger i kantonen Dourdan som tillhör arrondissementet Étampes. År 2022 hade Saint-Escobille 465 invånare.

## Befolkningsutveckling
Antalet invånare i kommunen Saint-Escobille
| Referens: INSEE |